# Ernst Bahr (Politiker)
Ernst Bahr (* 11. Juni 1945 in Chlum u Dubé, Tschechoslowakei) ist ein deutscher Politiker (SPD). Er war von 1994 bis 2009 Mitglied des Deutschen Bundestages.

## Leben und Beruf
Nach dem Abitur 1964 in Rheinsberg absolvierte Bahr ein Studium der Mathematik und der Astronomie an der Pädagogischen Hochschule Potsdam, welches er 1968 als Diplom-Pädagoge beendete. Anschließend war er bis 1989 als Lehrer zunächst in Linum und später in Fehrbellin tätig.

## Partei
1989 gehörte Bahr zu den Gründungsmitgliedern der Sozialdemokratischen Partei der DDR in Neuruppin. Von 1990 bis 2005 war er Vorsitzender des SPD-Unterbezirks Ostprignitz-Ruppin und von 1992 bis 1994 stellvertretender Landesvorsitzender der SPD in Brandenburg.

## Abgeordneter
Von 1990 bis 1996 gehörte Bahr dem Kreistag des Landkreises Neuruppin bzw. ab 1993 des Landkreises Ostprignitz-Ruppin.
Von 1994 bis 2009 war er Mitglied des Deutschen Bundestages. Hier war er von 1998 bis 2002 Sprecher der Landesgruppe der brandenburgischen sowie der ostdeutschen Abgeordneten in der SPD-Bundestagsfraktion. In der 16. Legislaturperiode (2005–2009) vertrat er seine Fraktion im Rechnungsprüfungs- und im Haushaltsausschuss.
Ernst Bahr ist 1994 und 1998 als direkt gewählter Abgeordneter des Wahlkreises Neuruppin – Kyritz – Wittstock – Pritzwalk – Perleberg bzw. seit 2002 des Wahlkreises Prignitz – Ostprignitz-Ruppin – Havelland I in den Bundestag eingezogen. Bei der Bundestagswahl 2005 erreichte er hier 38,5 % der Erststimmen.
Bei der Bundestagswahl 2009 kandidierte er nicht mehr für den deutschen Bundestag; die Nachfolgerin in seinem Wahlkreis wurde Dagmar Ziegler.

## Öffentliche Ämter
Bahr war von 1990 bis 1993 Landrat des Landkreises Neuruppin.
2005 war Bahr Kandidat der SPD für das Amt des Bürgermeisters von Neuruppin. Im ersten Wahlgang verfehlte er mit einem Stimmenanteil von 49,80 % die absolute Mehrheit nur knapp. In der Stichwahl am 6. Februar 2005 verlor er gegen Jens-Peter Golde, der 50,26 % der Stimmen auf sich vereinigen konnte.